# Rudolf von Andrian-Werburg
Rudolf Freiherr von Andrian-Werburg (* 4. Januar 1844 in Froschgrün bei Naila, Oberfranken; † 7. November 1919 in München) war ein deutscher Verwaltungsjurist in Bayern.

## Leben
Andrian-Werburg immatrikulierte sich am 2. November 1861 an der  Friedrich-Alexander-Universität Erlangen für Rechtswissenschaft. Das Corps Onoldia recipierte ihn am 13. Dezember 1862. Als Inaktiver wechselte er an die Universität Leipzig. Dort legte er 1868 den Staatskonkurs ab. Er begann seine Berufslaufbahn bei der Regierung von Oberfranken (1869) und beim Bezirkstag in Neustadt an der Saale. Auf eigenen Antrag kam er als Assessor an die Bezirksämter Aichach (1875), Erlangen und Nürnberg (1877). Nach einem Suizidversuch am 21. Oktober 1877 war er bis zum 3. Januar 1878 dienstunfähig. Am 1. März 1886 kam er als Regierungsassessor zur Regierung von Niederbayern. Zwei Jahre später kam er als Bezirksamtmann nach Hof (Saale). Am 1. Oktober 1890 wurde er Regierungsrat bei der Regierung der Oberpfalz. Er kam 1902 als Regierungsdirektor zur Regierung der Pfalz (Bayern), wurde aber schon am 10. September desselben Jahres Regierungspräsident in Niederbayern.
Bald wurde er aus der Kammer der Abgeordneten (Bayern) angegriffen; die Abgeordneten wollten die Strukturkrise der Wirtschaft für ihre Zwecke nutzen. Gegen die christlichen wie gegen die sozialdemokratischen Arbeiterorganisationen eingestellt, geriet v. Andrian-Werburg in Konflikt mit Georg Heim und dem konservativen Adel im  Zentrum. Ihnen  ging es um die Besserstellung der Arbeiter im  Bayerischen Wald. Franz Seraph von Pichler organisierte am 22. November 1909 einen Parteitag der niederbayerischen Zentrumspartei in Plattling. Unter den 180 Delegierten waren Mitglieder des  Bayerischen Reichsrats und des  Reichstags, so auch Heinrich von Aretin und Maximilian von Soden-Fraunhofen. Während die christlichen Gewerkschaften gestärkt wurden, geriet v. Andrian-Werburg unter immer größeren Druck. Am 4. März 1914 ersuchte er um Versetzung in den Ruhestand. Noch im selben Monat wurde er im Rathaus (Landshut) verabschiedet. Den Ruhestand verbrachte er in München, wo er mit 75 Jahren starb.
Am 18. Mai 1873 hatte er in Erlangen mit Margarethe Marie Walpurga Gengler (1846–1935) die Ehe geschlossen, die den Sohn Otto brachte. 

## Ehrungen
- Ritterkreuz des  Verdienstordens der Bayerischen Krone (1903)
- Exzellenz (Titel) (1903)
- Großkreuz des Franz-Joseph-Ordens (Mai 1906)
- Orden vom Heiligen Michael (Bayern-Kurköln) II. Klasse, durch Luitpold von Bayern (Oktober 1906)
- Prinzregent-Luitpold-Medaille in Silber (November 1906)
- Ehrenbürger der Stadt Landshut (2012)
- Großkomturkreuz des Verdienstordens der Bayerischen Krone, durch Ludwig III. (Bayern) (1914)